# 低矮通泉草
低矮通泉草（学名：Mazus humilis）为玄参科通泉草属下的一个种。种加名 humilis 意为“低矮的”。